# Mark Farrell (homme politique)
Pour les articles homonymes, voir Farrell.
Mark Farrell, né le 15 mars 1974 à San Francisco, est un avocat et homme politique américain, membre du Parti démocrate. Il est maire de San Francisco de janvier à juillet 2018.

## Biographie

### Jeunesse
Mark Farrell est né d'une mère travaillant dans l'aéronautique et d'un père ancien pilote de l'US Air Force. Il sort diplômé de l'université Loyola Marymount en 1996 et de l'université de Pennsylvanie en 2001. Il est également diplômé du University College Dublin.

### Carrière politique
Membre du conseil municipal de San Francisco à partir de 2011, il est élu maire de la ville le 23 janvier 2018 par un vote du conseil municipal pour remplacer Ed Lee, mort un mois auparavant. Il demeure en fonction jusqu'au 11 juillet suivant, date à laquelle il est remplacé par London Breed élue maire lors d'une élection spéciale un mois auparavant.